# First Division 1998-1999 (Irlanda)
Fu la quattordicesima stagione della League of Ireland First Division e vennero promosse le prime due squadre qualificate ovvero: il Drogheda United F.C. e il Galway United F.C..

## First Division
| Pos. | Squadra                 | Pt | G  | V  | N  | P  | GF | GS | DR  |
| ---- | ----------------------- | -- | -- | -- | -- | -- | -- | -- | --- |
| 1    | Drogheda United F.C.    | 64 | 27 | 17 | 13 | 6  | 57 | 32 | +25 |
| 2    | Galway United F.C.      | 64 | 27 | 16 | 16 | 4  | 53 | 34 | +19 |
| 3    | Cobh Ramblers F.C.      | 58 | 27 | 17 | 7  | 12 | 55 | 43 | +12 |
| 4    | Longford Town F.C.      | 54 | 27 | 15 | 9  | 12 | 41 | 33 | +8  |
| 5    | Kilkenny City A.F.C.    | 53 | 27 | 14 | 11 | 11 | 49 | 46 | +3  |
| 6    | Limerick F.C.           | 52 | 27 | 13 | 13 | 10 | 39 | 35 | +4  |
| 7    | Monaghan United F.C.    | 44 | 27 | 10 | 14 | 12 | 44 | 44 | 0   |
| 8    | Athlone Town A.F.C.     | 40 | 27 | 10 | 10 | 16 | 45 | 61 | -16 |
| 9    | Home Farm Everton F.C.* | 38 | 27 | 11 | 5  | 20 | 42 | 54 | -12 |
| 10   | St Francis F.C.         | 18 | 27 | 2  | 12 | 22 | 25 | 68 | -43 |

G = Partite giocate; V = Vittorie; N = Nulle/Pareggi; P = Perse; GF = Goal fatti; GS = Goal subiti; DR = Differenza reti;
'*'Home Farm Everton F.C. cambiò nome in Home Farm Fingal F.C. nella stagione successiva.